# Baron Stowell

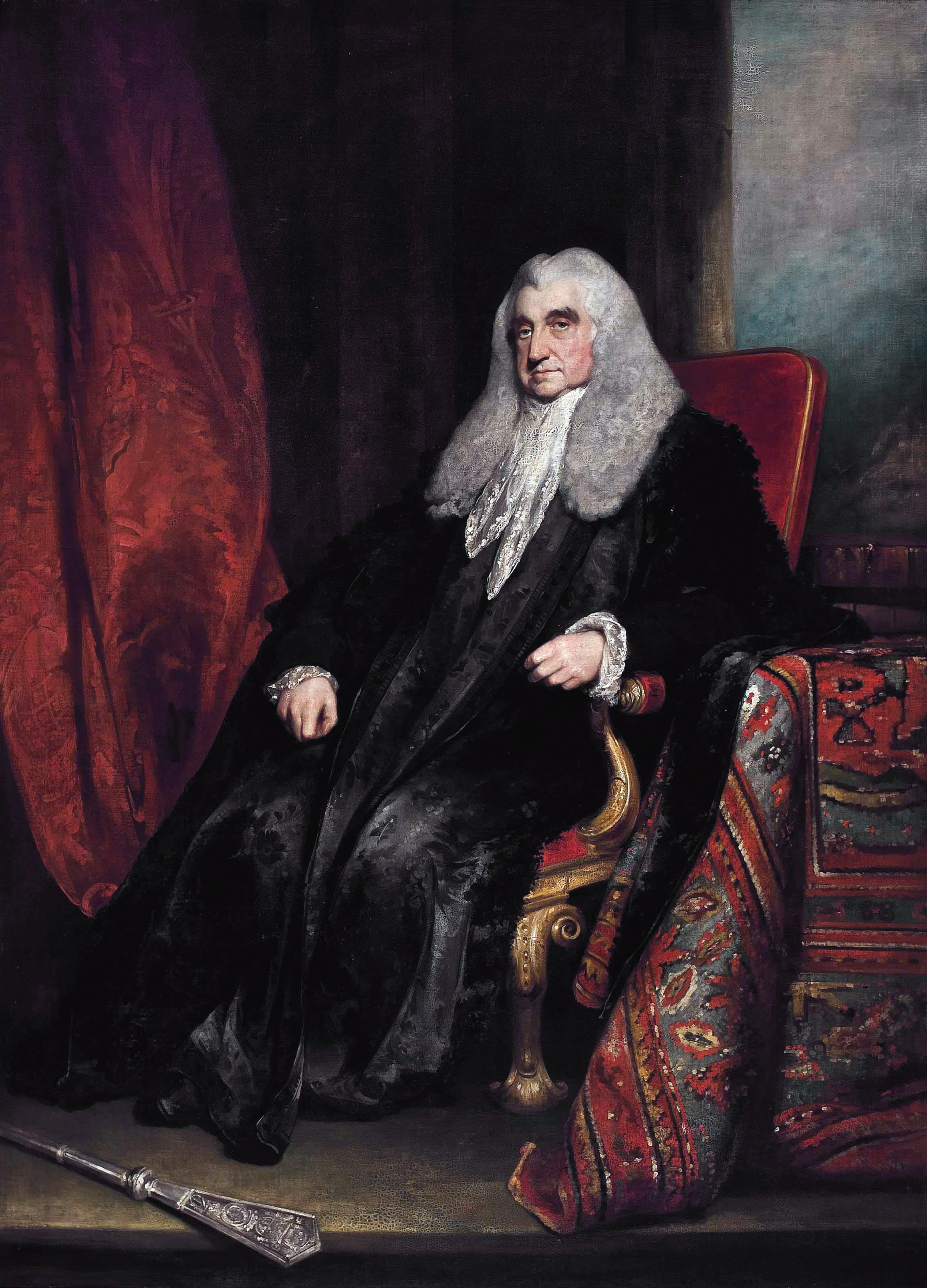
William Scott, 1. Baron Stowell

Baron Stowell, of Stowell Park in the County of Gloucester, war ein erblicher britischer Adelstitel in der Peerage of the United Kingdom. 

## Geschichte des Titels
Der Titel wurde am 17. Juli 1821 für den Juristen und Politiker Sir William Scott geschaffen. Dieser war von 1790 bis 1821 Unterhausabgeordneter und von 1798 bis 1828 Richter am High Court of Admiralty. Zudem war er der ältere Bruder des Lordkanzlers John Scott, 1. Earl of Eldon. Da der Baron keine Söhne hatte, erlosch der Titel bei dessen Tod am 28. Januar 1836.
Namensgebender Familiensitz des Barons war Stowell Park Estate bei Northleach in Gloucestershire. 

## Liste der Barons Stowell (1821)
- William Scott, 1. Baron Stowell (1745–1836)